# Mike Stringer

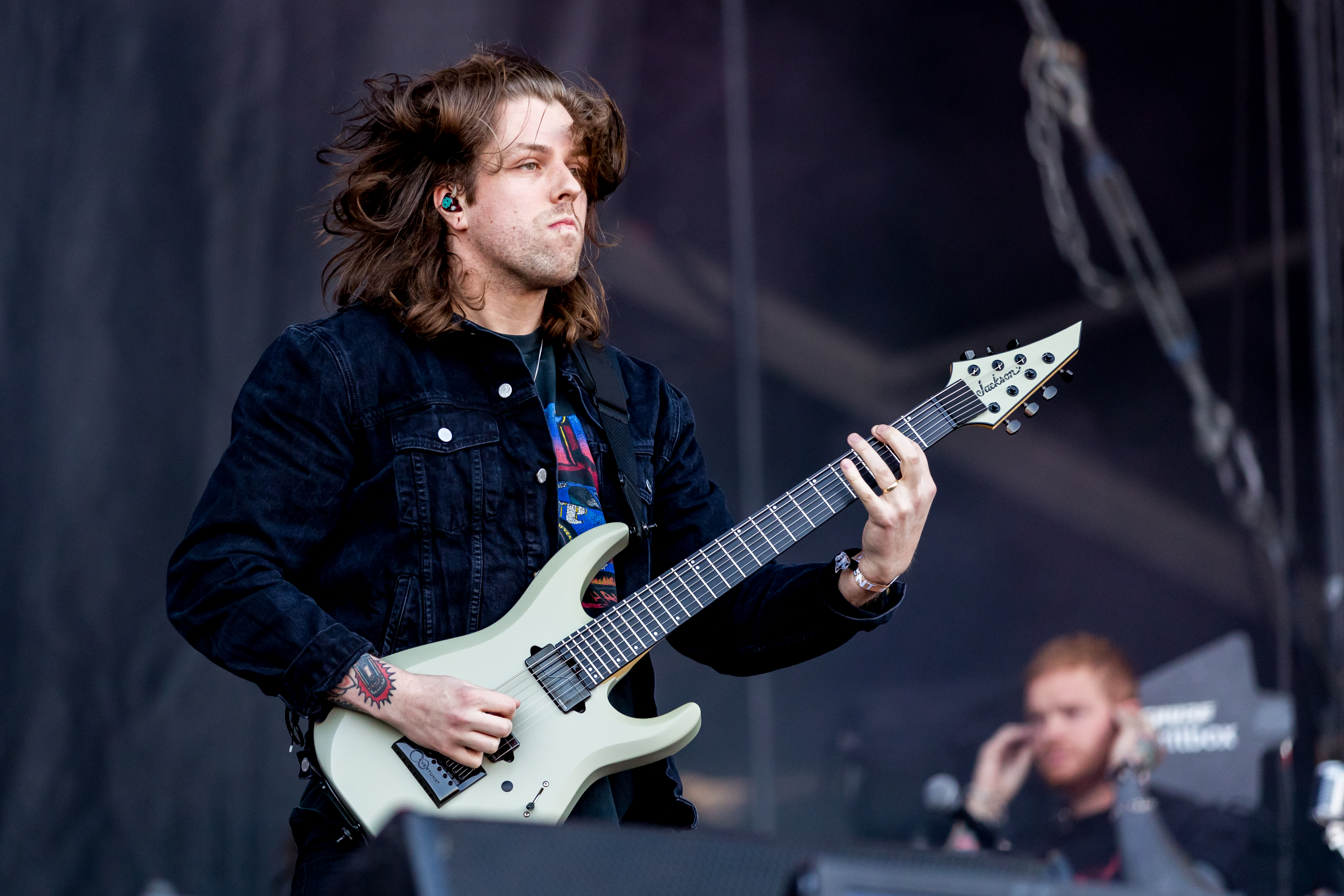
Mike Stringer (2023)

Mike Stringer (* 20. Mai 1992) ist ein kanadischer Gitarrist. Er ist Mitglied der Band Spiritbox und spielte zuvor in den Bands Fall in Archaea und Iwrestledabearonce.

## Werdegang
Stringer wuchs in einer kleinen Stadt auf Vancouver Island auf. Durch seinen älteren Bruder lernte er den Nu Metal kennen und begann im Alter von neun Jahren Gitarre zu spielen. Zunächst wurde er von Metallica und später von Bands wie Protest the Hero oder A Textbook Tragedy beeinflusst. Zunächst spielte er in der Band Fall in Archaea, mit der er zwei Alben veröffentlichte. Im Jahre 2013 schloss er sich der US-amerikanischen Band Iwrestledabearonce und wurde Nachfolger von John Ganey. Mit der Band spielte Stringer das Album Hail Mary, welches das letzte Album der Band sein sollte. Unzufrieden mit der ausbleibenden Entwicklung von Iwrestledabearonce verließ Stringer mit der Sängerin Courtney LaPlante die Band. Beide wollten musikalisch etwas anderes machen. Darüber waren es beide Leid, ständig als „neue Mitglieder“ bezeichnet zu werden. Zusammen mit Courtney LaPlante gründete er im Jahre 2016 die Band Spiritbox, die zunächst zwei EPs veröffentlichten, bevor im September 2021 das Debütalbum Eternal Blue erschien. Spiritbox wurden zwei Mal bei den Juno Awards nominiert.
Mike Stringer ist mit Courtney LaPlante verheiratet. Im Keller seines Elternhauses besitzt er ein kleines Tonstudio, in dem Spiritbox ihre ersten Lieder aufnahmen.

## Diskografie
| mit Spiritbox mit Iwrestledabearonce - 2015: Hail Mary | mit Fall in Archaea - 2009: Fall in Archaea - 2013: Aura Magenta |